# Milionia latiplaga
Milionia latiplaga là một loài bướm đêm trong họ Geometridae.